# Joaquim Peixoto Magalhães
Joaquim da Rocha Peixoto Magalhães ComIH (Sé, Porto, 3 de Maio de 1909 - Faro, Algarve, 16 de Outubro de 1999) foi um professor português.

## Biografia

### Nascimento e formação
Joaquim Peixoto Magalhães nasceu na cidade do Porto, em 3 de Maio de 1909.
Licenciou-se em Ciências Histórico-Filosóficas no Colégio Francês no Porto, e em filologia românica pela Faculdade de Letras da Universidade do Porto.

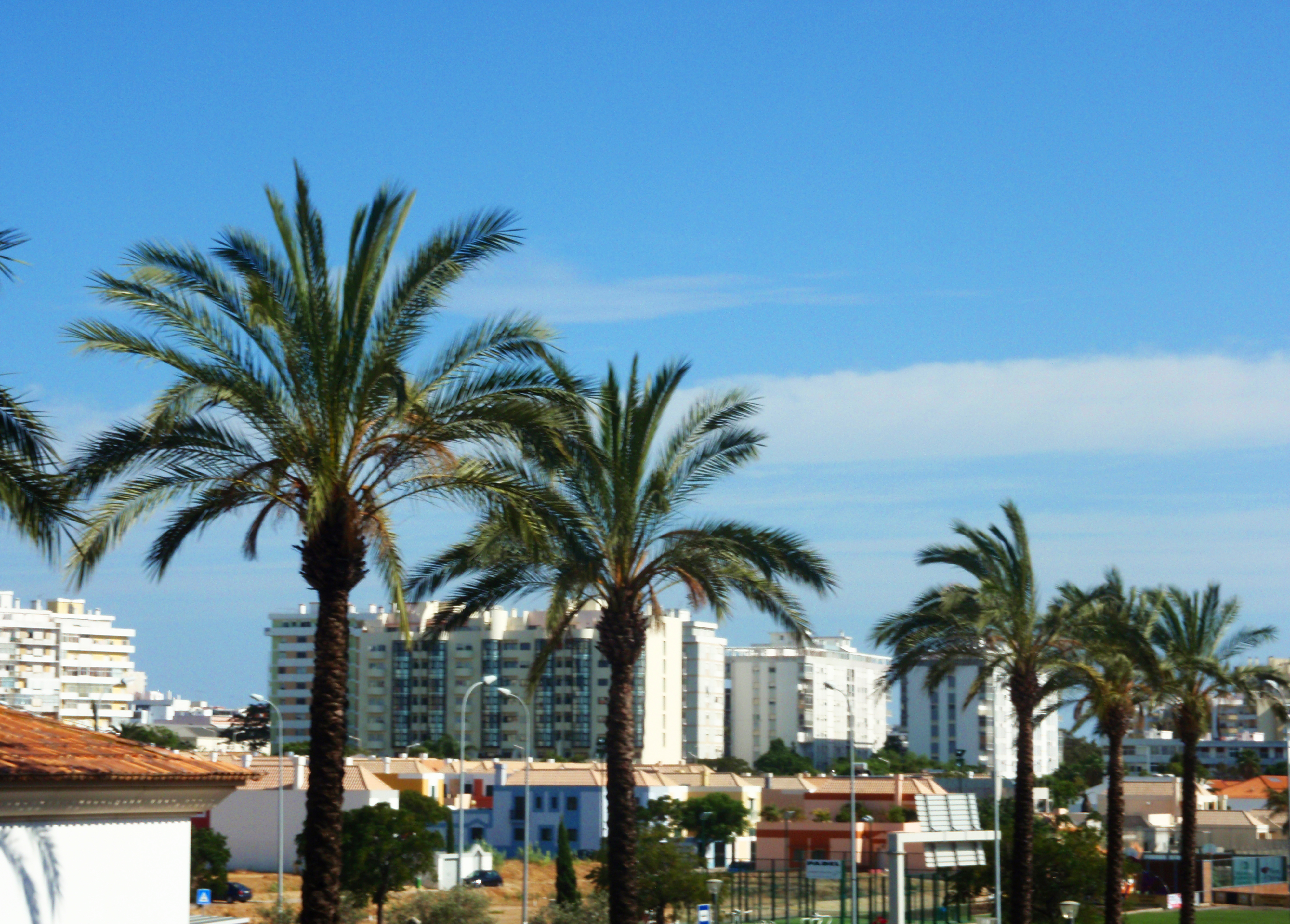
Cidade de Faro, no Algarve.

### Carreira profissional
Entre 1930 e 1933, foi professor em Coimbra e em Cernache do Bonjardim. Fez depois o exame de estado do 2.º grupo no Liceu Pedro Nunes, em Lisboa, e foi nomeado como professor agregado no Liceu Nacional de Faro, no Algarve. Permaneceu o resto da sua vida naquela cidade, excepto pelo período de um ano onde esteve no Funchal, no Arquipélago da Madeira. Ascendeu à posição de reitor no Liceu de Faro em 1968. Também foi ensaiador de teatro escolar.
Foi um dos maiores impulsionadores da cultura na cidade de Faro, tendo sido um dos fundadores e directores do Círculo Cultural do Algarve, criado em 1943, e colaborado na formação da Aliança Francesa de Faro. Foi um dos responsáveis pela fundação do Conservatório Regional do Algarve e do Cine Clube de Faro. Fez várias conferências no Algarve, principalmente sobre as grandes figuras da cultura regional, como João de Deus e Manuel Teixeira Gomes. Debruçou-se especialmente sobre o poeta António Aleixo. Pertenceu ao movimento literário da Presença, junto com grandes figuras da cultura portuguesa como Miguel Torga, Branquinho da Fonseca e José Régio. Também escreveu para os periódicos Jornal do Algarve e O Algarve, tendo sido também director deste último.
Também se destacou como benemérito, tendo sido director da Mutualidade Popular do Montepio, e foi um dos criadores da Associação dos Pais e Amigos das Crianças Deficientes.

### Falecimento e família
Faleceu em 16 de Outubro de 1999, na cidade de Faro. Casou em Loulé, em 1 de Outubro de 1934, com a professora Célia vasques Formozinho Romero. Um dos seus filhos foi Joaquim Antero Romero Magalhães.

## Obras publicadas
- Romance do Poeta Aleixo (1959)
- Perfil Literário de Teixeira Gomes (1960)
- Aventura Poética de Emiliano da Costa (1962)
- Ao Encontro de António Aleixo (1977)
- João de Deus esse Desconhecido (1995)
- Pretérito Imperfeito (1996)
- Cartas sem Código Postal (1999) (colectânea dos textos enviados para o Jornal do Algarve)
- O nosso Calendário - Os sete dias da semana (colectânea dos textos enviados para o periódico O Algarve)

## Homenagens
Em 1975, foi homenageado pela autarquia de Faro, e em 1984, foi honrado com as Medalhas de Mérito Grau Ouro das cidades de Faro e Tavira. O seu nome foi colocado em artérias de Faro e Albufeira, e na Escola Básica 2, 3 de Faro. Foi homenageado com o grau de comendador na Ordem do Infante D. Henrique, em 9 de Junho de 1995.